# Combate Naval do Riachuelo
O quadro Combate Naval do Riachuelo de Victor Meirelles (1832-1903) é uma pintura em óleo sobre tela, cujas dimensões são de 8,2 metros de largura por 4,2 metros de altura.
A obra foi encomendada pelo Ministro da Marinha, Afonso Celso de Assis Figueiredo em 1868 e retrata um confronto naval que aconteceu na Guerra do Paraguai entre a esquadra brasileira e a paraguaia em um trecho do Rio Prata.
A obra original teve início em 1868 e foi finalizada em 1872, mas fora totalmente debilitada por falta de cuidados específicos após sua exibição Exposição Universal da Filadélfia em 1876. Um segundo quadro fora realizado em 1883, que hoje reside no Museu Histórico Nacional no Rio de Janeiro.

## Descrição
A composição do quadro se inicia pelo canto esquerdo, com as embarcações, ao centro o Almirante Barroso é destacado pelo primeiro ponto, mesmo com a distância, outros diversos personagens da tela apontam para sua embarcação. A embarcação principal é uma fragata Amazonas, com uma escultura de uma índia característica na proa, com duas bandeiras nas cores vermelha e branca, remetentes ao Almirante, conhecidas como “Sinais de Barroso”.
Os planos priorizam determinados personagens e momentos retratados. No primeiro plano, estão diversos militares caídos nos destroços paraguaios, existe ainda, uma bandeira de cores vermelha, branca e azul, que é reproduzida outras seis vezes em embarcações paraguaias, porém só neste plano, entre as dobras do tecido, aparecem pequenos detalhes do brasão. Centralizada, uma bandeira brasileira com o brasão imperial aparece em destaque. Os personagens representados no primeiro plano, assim como os elementos retratados estão direcionados para a cena principal da tela, com celebração dos tripulantes vitoriosos. Contudo, no canto inferior é possível ver um combatente brasileiro negro, figura em maior proporção no plano, prestes a ser alvejado por um inimigo, enquanto um idoso e uma criança tentam fugir. É possível, ainda, ver uma parte do vapor proveniente da embarcação se esvair. No plano intermediário à direita, mais combatentes homens estão caídos na água, junto com duas chatas paraguaias, que ainda a bordo tentam atingir os brasileiros. À esquerda da embarcação principal, há outras três.
Na cena principal, o personagem em pé na proa da fragata Amazonas é o Almirante Barroso, que tem seu braço erguido em sinal de vitória, seus tripulantes repetem o gesto, enquanto três, à sua esquerda permanecem com postura rígida,  outros continuam a mirar inimigos fora do navio e por sua vez, a manobrar a embarcação está a representação de Delfim Carlos de Carvalho.
A disposição das embarcações lembra a tela The Redoutable At Trafalgar de 1805 do pintor francês Auguste Étienne François Mayer, que retrata também uma batalha naval, esta ocorrida na costa espanhola, no cabo de Trafalgar.
A tela tem um certo tratamento denso de cores, devido ao uso de uma paleta quente, com tons avermelhadas e alaranjados que se repercutem em toda a pintura, principalmente na composição dos elementos que compõem a atmosfera, como os vapores das embarcações e o céu.

## Contexto

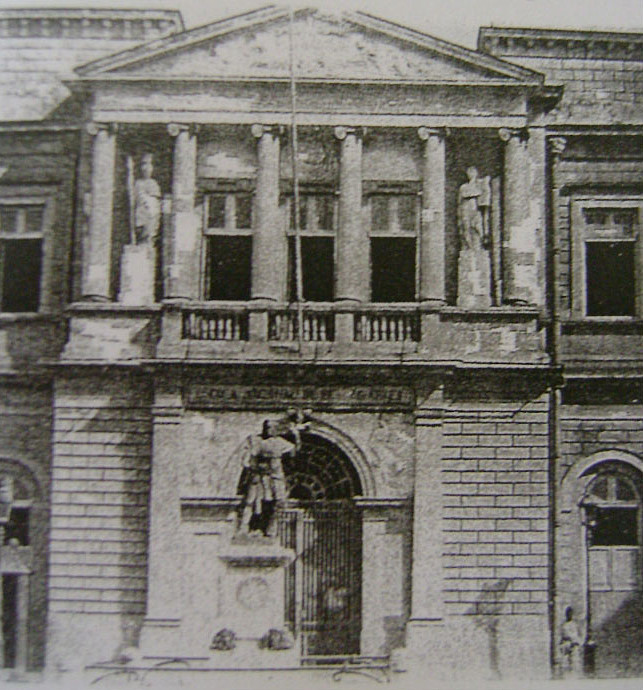
Marc Ferrez - Fachada principal da Academia Imperial e Escola das Belas Artes, 1891

### Contexto histórico
Academia Imperial de Belas Artes (AIBA) teve um papel primordial na arte nacional da época. A escola superior de artes fora fundada em 1826 por D.João VI no Rio de Janeiro. Sua consolidação veio na segunda metade do século XIX, com uma aproximação ao governo monarca vigente do imperador D. Pedro II. A instituição, então, teve maior relevância social e política, com certa monopolização na produção artística, com grande influência no neoclassicismo.
Nesse período a pintura histórica tornou-se a mais prestigiada, e começou a predominar influência romântica, também importada da Europa, de forma mais otimista. Muitas vezes, encomendadas diretamente pelo próprio governo, os artistas produziram pinturas grandiosas que reconstituíam visualmente para a nação que se pretendia civilizada e também para o mundo, um passado repleto de heroísmo e que fosse digna de comparação às nações europeias.
Dessa forma, saíram desta escola as principais obras da época, dos autores Victor Meirelles e Pedro Américo. Apesar da pintura histórica estar à serviço de projetos sociopolíticos do Império, as obras desses autores como “A primeira missa no Brasil”, “Paisagem de Humaitá”, “Combate Naval do Riachuelo” e “A batalha de Campo Grande”, possuíam um certo subsídio teórico, uma vez que os respectivos pintores deslocaram-se para os lugares em que ocorreram os confrontos para estudar e absorver com maiores detalhes a história.
A obra de Victor Meirelles “Combate Naval do Riachuelo” por sua vez retrata uma batalha de um dos principais confrontos bélicos da história da América Latina no século XIX, a Guerra do Paraguai, que decorreu entre os anos de 1864 e 1870. A Tríplice Aliança, formada por Brasil, Argentina e Uruguai enfrentaram o Paraguai governado por Solano Lopez. Conhecida como uma das poucas batalhas navais decisivas, ou seja, que termina com a destruição quase completa da esquadra inimiga. Em 11 de junho de 1865, ocorreu o episódio do Riachuelo. No início a Marinha brasileira possuía 42 navios de guerra e uma tripulação com curso de formação, já o Paraguai contava apenas com 14 embarcações com canhões mal equipados.
A batalha, durou cerca de oito horas e ocorreu em uma área adversa para a esquadra brasileira, em um trecho do Rio Prata, um canal tortuoso, que possuía bancos de areia que dificultaram a navegação de navios brasileiros de grande porte. Além de enfrentar a esquadra paraguaia em meio a essas adversidades, os brasileiros confrontaram ao Norte e ao Sul do Riachuelo barrancas instaladas de forte artilharia, que alvejavam as guarnições de navios que passavam. A divisão brasileira era comandada pelo Chefe-de-Divisão Francisco Manoel Barroso da Silva, que com uma arrojada manobra em seu navio que não dispunha de esporão, R4 arremessou sua embarcação contra seus navios inimigos, que, de menor porte, não resistiram ao ataque.Após a manobra, apenas quatro navios paraguaios não foram destruídos e escaparam. Depois da vitória, consequências estratégicas foram causadas à Guerra do Paraguai, como o fim do Poder Naval paraguaio, coibição da invasão da Província de Entre Rios e isolamento das tropas de Estigarribia que estava atacando o Rio Grande do Sul.
A Guerra só terminaria de fato cinco anos depois, com grandes consequencias para os envolvidos. O Paraguai, que anteriormente à guerra estava em grande desenvolvimento, fora aniquilado pelas tropas da Tríplice Aliança e deixado a população em péssimas condições. Enquanto no Império do Brasil, além de acumular altas dívidas com os ingleses, o conflito repercutiu em questões republicanas e abolicionistas e influenciou uma identidade nacional, a qual era incipiente na população.

### Autor

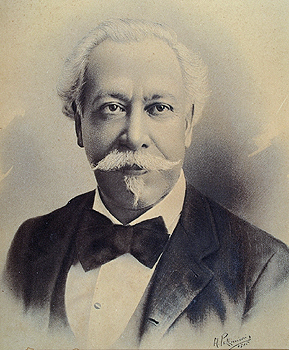
Retrato de Victor Meirelles (1832 - 1903).

Victor Meirelles de Lima nasceu em 18 de agosto de 1832, na vila de Nossa Senhora do Desterro, atual Florianópolis. Desde a infância, seus desenhos chamavam a atenção, logo seus pais contrataram um professor particular, Marciano Moreno, engenheiro argentino  para dar instruções iniciais. Com o mestre, Victor incorporou aos seus primeiros trabalhos a perspectiva geométrica. Em missão do governo, o Conselheiro do Império, Joaquim Francisco Coelho foi para a cidade de Desterro e conheceu o jovem de que se ouvia falar na região.
Com apenas 14 anos, Meirelles pintou uma paisagem aquarela que o franqueou acesso à Corte, após ser aprovado por Félix Émile Taunay, diretor da AIBA, pode iniciar seus estudos na instituição na Classe de Desenho. Anos depois, entrou para a classe de Pintura Histórica, até 1852, quando após se destacar em diversos concursos internos e conquistar medalhas, Meirelles fora premiado com uma viagem para Roma. Iniciou seu estágio com apenas 21 anos e o teve renovado por três vezes devido ao excelente desempenho, permanecendo fora do Brasil por oito anos. Mesmo fora, matinha contato com o Brasil, abastecendo o acervo da  AIBA com estudos e material artístico para que os alunos da recente instituição pudessem se aprimorar. Por meio dessas correspondências recebe a sugestão de fazer uma Pintura Histórica que tratasse a nacionalidade. Na última temporada em Paris, 1861, o pintor então produz a obra “A Primeira Missa no Brasil” após muitos estudos sobre a carta de Pero Vaz de Caminha, o que o tornou o primeiro brasileiro a ter uma tela aceita em um salão internacional.
Ao voltar para o país natal, foi nomeado professor honorário da cadeira de Pintura Histórica na AIBA, tornou-se um artista reconhecido e estimado de Imperador D. Pedro II. Em 1868, o Ministro da Marinha, Afonso Celso de Assis Figueiredo, encomendou ao pintor duas obras que glorificassem a marinha nacional durante a Guerra do Paraguai. Sendo assim, Victor pintou as obras “Combate Naval do Riachuelo” e “Passagem de Humaitá”.
Victor Meirelles e Pedro Américo eram então os pintores mais reconhecidos do Brasil imperial. Com o início da República, em 1889, por estar muito vinculado ao Império, Victor Meirelles entrou no ostracismo, e amargurou um final de vida de condições financeiras precárias.

## Análise
Quadro histórico em forma de gravura de autoria de Victor Meirelles da fase do romantismo acadêmico. Pelo sua forma de reprodução em gravura cria-se uma imagem quase impressionista, na qual pouco se conhece da batalha, assim o espectador é coagido a imaginar as silhuetas das embarcações que estão em meio esfumaçado que envolve a figura, devido a representação do incêndio dessas embarcações.
|                                            |  |  |
| A Passagem de Humaitá de Victor Meirelles. |  |  |

Assim como o obra Passagem de Humaítá, o Combate Naval do Riachuelo significava o ideal clássico forjado no ensino acadêmico em elevada e completa representação e tradução da pintura de história.
O estilo romântico distancia a obra Combate Naval do Riachuelo de uma representação de cunho realista. Com uma forte carga dramática na representação, devido à composição de seus elementos para o espectador.
O autor produziu uma tela que retrata uma batalha naval sem os aspectos violentos e sangrentos de uma luta armada. É possível notar apenas o pesar de um intenso confronto, mas já tomado por uma comemoração da esquadra brasileira pela vitória contra o inimigo, que mesmo não eliminado totalmente, decidiu fugir em poucas embarcações remanescentes, devido à assistir de longe às audaciosas manobras do Almirante Barroso. O primeiro plano aproxima o público do evento, a disposição dos personagens no canto inferior em direção ao centro da tela é semelhante a de um espectador da obra.É exaltada a postura heróica do Almirante junto com a destruição da esquadra paraguaia, a fim de dramatizar a cena.
Outros personagens como o negro, o idoso, a criança e os próprios paraguaios têm significado em suas representações, pois simbolizam o papel de cada respectivo grupo no período da Guerra. O negro que fora destinado a lutar, está prestes a ser alvejado, ao mesmo tempo, que crianças e idosos tentam escapar do confronto, e o paraguaio é retratado como a figura inimiga, o mal a ser combatido.
Além de uma pintura histórica, teve uma produção artística de fundamento investigativo, histórico e artístico, visto que o autor visitou e apurou informações no local do evento.
Portanto, devido ao contexto histórico e por se tratar de um quadro narrativo de batalha, a pintura materializa os acontecimentos políticos em ilustrações da história do país. Com cenas aguerridas, com um domínio de um código civilizador era possível certificar uma glorificação da narrativa. Desta forma, o país possuiria herois e feitos memoráveis, fiéis a uma ideia de “grande nação”. Por meio das representações, os brasileiros de conquistados mostravam-se conquistadores que são capazes de assumir as rédeas da própria história.

## Recepção
No dia 6 de março de 1872, a obra Combate Naval do Riachuelo juntamente com a obra Passagem de Humaítá, também do autor Victor Meirelles, foi apresentada na XXV Exposição Geral da Academia Imperial das Belas Artes.

Revista Musical e de Bellas-Artes a fim de discutir o caráter da exposição e a evolução da arte brasileira, escreveu uma análise e concluiu que as artes plásticas no Brasil permaneciam presas aos modelos de 1850. Explicitamente ressaltou que quadros do pintor e professor da Academia de Bellas-Artes, Victor Meirelles, como A Batalha dos Guararapes (1879) e O Combate Naval do Riachuelo (1872), não apresentavam qualquer progresso quando comparados com a tela A Primeira Missa no Brasil, produzida pelo mesmo autor, em 1860. Sendo assim, a Revista Musical e de Bellas-Artes culpava o governo pelo retrocesso artístico e se posicionou contra esta deficiência no campo:
“athmosphera artística deplorável que respiram todos aqui, n’um paiz em que uma oligraphia, ou mesmo uma lithographia colorida é a ultima expressão da arte do desenho e da pintura”.
Para Osório Duque-Estrada em 1888:
“Como se vê o assunto não é ingrato; pelo contrário, oferece magníficos pontos de efeito. Mas a natureza de Vitor é tímida, não lhe consente ver o lado trágico da luta. E, por este motivo, o quadro é sereno; a luz da tarde banha carinhosamente, num beijo morno e demorado, esse vasto cenário enevoado pelo fumo; nas mansas águas do rio nadam paraguaios, bóiam dois corpos mortos e um camalote, destroços do combate. De um lado, à direita, enchendo o primeiro plano, vê-se um convés de navio já a meio submergido. Sobre ele estão ainda alguns tripulantes, uns atarefados em carregar um canhão, outros assentados impassivelmente; na caixa da roda desse navio, figura um marinheiro da nossa armada, ajoelhado fitando o céu e fazendo um belo gesto com o braço direito; defronte dessa figura, tornada estátua, um oficial da marinha inimiga, aponta-lhe ao peito, com a calma de um atirador de salão, o cano de uma pistola; mais adiante, há um velho que atravessa horizontalmente o navio que se submerge em linha vertical. É isto o combate naval de Riachuelo, pintado por Victor Meirelles.”

## Réplica

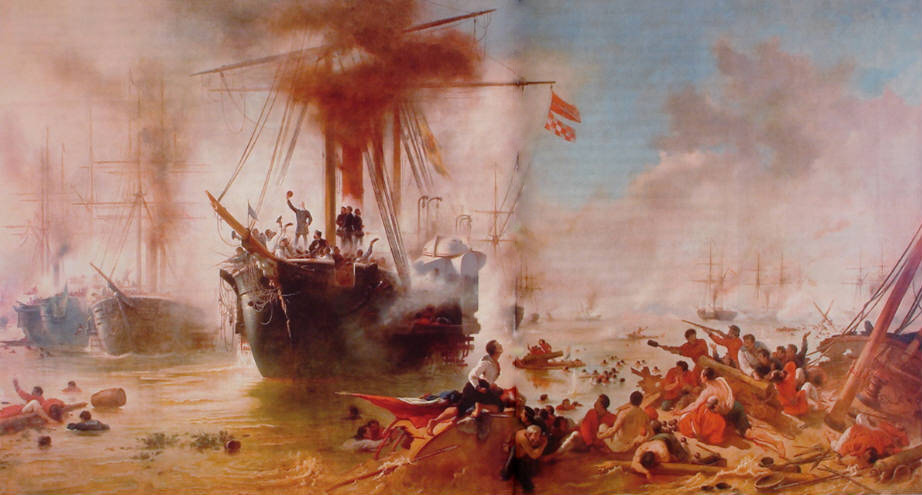
Victor Meirelles - Combate Naval de Riachuelo (2ª versão

Na Exposição Universal da Filadélfia, nos Estados Unidos, com participação do imperador na inauguração em 1876, Victor Meirelles envios três obras de sua autoria para a seção de Belas Artes: Primeira Missa no Brasil, Passagem de Humaitá e Combate Naval do Riachuelo. O autor, contudo, não viajou para o evento e as obras ficaram sob a responsabilidade de Saldanha da Gama, mas que não verificou o retorno das obras ao Brasil. Ambas se deterioraram significativamente, porém a tela Combate Naval do Riachuelo ficou totalmente danificada e sem possibilidade de restauração. A pintura da tela virou pó, a tinta fendida, evidenciam o estado precário de conservação. Apenas em 1883 um réplica fora pintada, em Paris, o autor utilizou de recursos e estudos de fotografia para o ato.
Hoje, a réplica da original está localizada no Museu Histórico Nacional no Rio de Janeiro.